# Living in Fear
Living in Fear es el segundo y último álbum de estudio del supergrupo The Power Station, publicado en 1996 por Chrysalis Records. El cuarteto integrado por Robert Palmer (voz), Andy Taylor (guitarra), John Taylor (bajo) y Tony Thompson (batería) escribió las canciones, pero antes de iniciar la grabación J. Taylor se retiró porque estaba pasando por un divorcio y una rehabilitación. Por ello, el productor Bernard Edwards grabó el bajo y asumió su lugar pero desafortunadamente contrajo una neumonía en Japón y falleció el 18 de abril de 1996. La banda terminó el disco y cuando salió al mercado se lo dedicaron.
El álbum posee un sonido rock y en determinadas canciones se acercan al hard rock. A pesar de que su sonido era diferente al álbum debut, la crítica lo consideró como un digno sucesor. El disco no entró en las listas musicales de los principales mercados, eso sí, su sencillo «She Can Rock It» alcanzó el puesto 63 en el UK Singles Chart.

## Lista de canciones
Todas las canciones escritas por Robert Palmer, Andy Taylor, John Taylor y Tony Thompson, a menos que se indique lo contrario.

| N.º | Título              | Escritor(es)             | Duración |  |
| 1.  | «Notoriety»         |                          | 5:06     |  |
| 2.  | «Scared»            |                          | 4:06     |  |
| 3.  | «She Can Rock It»   |                          | 4:16     |  |
| 4.  | «Let's Get It On»   | Marvin Gaye, Ed Townsend | 7:03     |  |
| 5.  | «Life Forces»       |                          | 4:08     |  |
| 6.  | «Fancy Fat»         |                          | 3:41     |  |
| 7.  | «Living in Fear»    |                          | 4:37     |  |
| 8.  | «Shut Up»           |                          | 4:12     |  |
| 9.  | «Dope»              |                          | 3:53     |  |
| 10. | «Love Conquers All» |                          | 4:30     |  |
| 11. | «Taxman»            | George Harrison          | 3:51     |  |

| Pistas adicionales en la versión japonesa |                  |          |  |
| N.º                                       | Título           | Duración |  |
| 12.                                       | «Charanga»       | 6:01     |  |
| 13.                                       | «Power Trippin'» | 4:21     |  |

## Músicos
- Robert Palmer: voz y teclados
- Andy Taylor: guitarra
- Bernard Edwards: bajo
- Tony Thompson: batería
- Wally Badarou y Phillip Saisse: teclados
- Lenny Pickett, Earl Gardner, Alex Foster, Mark J. Suozzo y Joseph Gollehon: sección de vientos